# Briarwood (Queens Boulevard Line)
Briarwood is een station van de metro van New York aan de Queens Boulevard Line, in het stadsdeel Queens. De lijnen  maken gebruik van dit station.
 ·  ·  ·  ·  ·  ·  ·  ·  · 